# Leur
Leur est un hameau situé dans la commune néerlandaise de Wijchen, dans la province de Gueldre. En 2009, Leur et Hernen comptaient 924 habitants.